# دریاچه خار
دریاچه خار (به لاتین: Khar Lake) یک دریاچه در مغولستان است که در مغولستان غربی واقع شده‌است.